# كابوريا (فلم)
كابوريا هو فيلم مصري عرض عام 1990، بطولة أحمد زكي ورغدة وحسين الإمام، تأليف عصام الشماع وإخراج خيري بشارة.

## قصة الفيلم
تدور أحداث الفيلم عن قصة حسن هدهد الشاب الفقير الذي يهوى الملاكمة لكنه يحلم مع صديقيه محمود ومصطفى في الوصول إلى الأوليمبياد، ويعجز عن تحقيق هذا الحلم ويكتفى بإقامة حلبات ملاكمة في الحي الشعبي الذي يقطن به، كما يفشل في إقناع والد الفتاة التي يحبها بالزواج منها، يتصادف مرور حسن وأصدقاؤه أمام عوامة المليونير سليمان، فتدعوهم زوجته حورية للمشاركة في مباريات للملاكمة في قصرهما المنيف مقابل مكافآت مالية مغرية في الوقت الذي تخضع فيه مباريات حسن هدهد مع منافسيه من الشبان الآخرين لمراهنات خيالية بين حورية وسليمان، يحقق حسن انتصارات مبهرة ليحصل على أموال طائلة وينتقل للإقامة في قصر سليمان حيث تسعى حورية لإغرائه لكنه يرفضها فتلفظه وتقرر الثأر لكرامتها. ويكتشف حسن أنه صار دمية يعبث بها كل من سليمان وزوجته فيلقى بما كسبه من مال في وجه حورية ويهجر الثراء والقصر ليعود إلى الحي الشعبي الذي يقيم فيه، يبدأ من جديد في جولات جديدة من الملاكمة مكتفيا بنظرات محبوبته.

## طاقم التمثيل
- أحمد زكي: (حسن هدهد)
- رغدة: (حورية)
- حسين الإمام: (سليمان)
- سحر رامي: (نور)
- شفيق جلال: (عزيز)
- محمد لطفي: (محمود)
- يوسف داود: (الكابتن)
- حسن حسين: (نونو)
- كيت بلانشيت: إحدى ضيوف الحفل[2]

## فريق العمل
- تأليف: عصام الشماع
- إخراج: خيري بشارة
- مدير التصوير: محسن أحمد
- مونتاج: أحمد متولي
- إنتاج: حسين الإمام
- موسيقى تصويرية: حسين الإمام
- توزيع داخلي: تاميدو للإنتاج والتوزيع السينمائي (مدحت الشريف)
- توزيع خارجي: سينماتيك 88

## وصلات خارجية
- مقالات تستعمل روابط فنية بلا صلة مع ويكي بيانات